# Naphrys
Genre
Naphrys est un genre d'araignées aranéomorphes de la famille des Salticidae.

## Distribution
Les espèces de ce genre se rencontrent aux États-Unis, au Canada et au Mexique.

## Liste des espèces
Selon World Spider Catalog (version 26, 23/02/2025) :
- Naphrys acerba (G. W. Peckham & E. G. Peckham, 1909)
- Naphrys bufoides (Chamberlin & Ivie, 1944)
- Naphrys echeri Maldonado-Carrizales, Valdez-Mondragón, Jiménez-Jiménez & Ponce-Saavedra, 2025
- Naphrys pulex (Hentz, 1846)
- Naphrys tecoxquin Maldonado-Carrizales, Valdez-Mondragón, Jiménez-Jiménez & Ponce-Saavedra, 2025
- Naphrys tuuca Maldonado-Carrizales, Valdez-Mondragón, Jiménez-Jiménez & Ponce-Saavedra, 2025
- Naphrys xerophila (Richman, 1981)

## Systématique et taxinomie
Ce genre a été décrit par Edwards en 2003 dans les Salticidae.

## Publication originale
- Edwards, 2003 : « A review of the Nearctic jumping spiders (Araneae: Salticidae) of the subfamily Euophryinae north of Mexico. » Insecta Mundi, vol. 16, p. 65-75 (texte intégral).